# Cantonul Lille-Nord-Est
Cantonul Lille-Nord-Est este un canton din arondismentul Lille, departamentul Nord, regiunea Nord-Pas-de-Calais, Franța.

## Comune
- Mons-en-Barœul
- Rijsel (parțial, reședință)